# Diastella buekii
Diastella buekii är en tvåhjärtbladig växtart som först beskrevs av Gandoger, och fick sitt nu gällande namn av J.P. Rourke. Diastella buekii ingår i släktet Diastella och familjen Proteaceae. Inga underarter finns listade i Catalogue of Life.